# Короткий парламент
Короткий парламент — название, данное парламенту Англии, существовавшему в период с 13 апреля по 5 мая 1640 года во время правления короля Карла I; парламент был назван так потому, что он существовал всего три недели.
После 11 лет попыток править единолично (1629—1640) Карл в 1640 году созвал парламент по совету лорда Уэнтворта, недавно получившего титул графа Страффорда. В первую очередь он был вынужден созвать парламент, впоследствии названный Коротким, чтобы получить деньги для финансирования продолжения вооружённого противостояния с Шотландией в ходе так называемых Епископских войн. Как и его предшественники, новый парламент больше внимания уделял рассмотрению существенных жалоб, вызванных действиями королевской администрации, и различных религиозных и международных вопросов, нежели голосованиям за выделение средств королю, позволивших бы ему продолжать свою войну против шотландских ковенантеров.
Джон Пим, депутат от Тавистока, быстро стал центральной фигурой на парламентских дебатах; его длинная речь 17 апреля выразила собой отказ Палаты общин проголосовать за субсидии, если нарушения закона со стороны королевской администрации не будут рассмотрены. Джон Хэмпден, в отличие от него, был убедителен в частностях: он состоял членом девяти комитетов. Вынесенное Карлом предложение прекратить взимание налога в виде так называемых «корабельных денег» не произвело на членов парламента впечатления. Поток обращений, касающихся нарушений, шёл в парламент со всей страны. Недовольный возобновлением дебатов, прерванных в 1629 году и касавшихся нарушения парламентских привилегий посредством арестов членов парламента в 1629 году, и опасающийся негативного исхода планировавшихся дебатов по поводу ухудшения ситуации в Шотландии, Карл распустил парламент 5 мая 1640 года, спустя всего лишь три недели после начала заседаний. Преемником этого парламента стал созванный королём в ноябре того же года Долгий парламент.